# Кунцевич, Всеволод Михайлович
Всеволод Михайлович Кунцевич (15 марта 1929, Киев — 27 февраля 2022)— советский и украинский учёный, специалист в области автоматизированных систем управления, академик НАН Украины.

## Биография
Всеволод Кунцевич родился 15 марта 1929 года в городе Киеве. Брат народного художника Украины Эдварда Кунцевича.
Окончил КПИ в 1952.
Получил степень доктора технических наук в 1965 году. Профессор с 1967.

### Академик
25 ноября 1992 года избран академиком НАНУ.

## Звания и награды
- Орден князя Ярослава Мудрого V степени (2009)
- Заслуженный деятель науки и техники Украины (1999)
- Государственная премия УССР в области науки и техники (1978, 1991)
- Государственная премия Украины в области науки и техники (2000)

## Ссылка
- Директору Института космических исследований НАНУ-НКАУ Всеволоду Михайловичу Кунцевичу — 75 лет!